# Бобінський Борис Володимирович
Бобінський Борис Володимирович (22.12.1896, с. Борків Літинського повіту Подільської губернії, сучасне с. Бірків Літинського району Вінницької області — дата смерті невідома) - український військовик, інженер економіст. Військове звання -козак Запорозької дивізії Армії УНР.
Відповідно до українського законодавства є борцем за незалежність України у ХХ столітті.

## Біографія
Борис Бобінський народився у сім’ї священника Володимира Івановича Бобінського та Євгенії Миколаївни (в дівоцтві Кривицька). Закінчив Софіївську духовну школу (Київ, 1911) та Київську духовну семінарію (03.1917). Влітку 1917-го зарахований “до складу дійсних студентів Київського комерційного інституту”, але не мав можливості регулярно відвідувати лекції.

У “Власноручному нарисі життя” зазначав:
“3 осені 1918 р. по 1 листопада 1920 р. жив при батькові. На церковній землі, яка була в користуванні батька, я почав господарювати, до чого мав прихильність ще з дитячих років. 1 листопада 1920 p., по вступі Української Армії на терен України, був призван у військо, а 21 листопада того ж року разом із УА перейшов кордон Польщі і був інтернован. Перебуваючи в таборах, неодноразово робив спроби поступити у вищу школу, но відсутність права на вільне проживання в Польщі, з однієї сторони, а з другої — брак матеріальних засобів не давав можливосте перевести в життя своїх бажань і продовжувати навчання. М. Краків, 18 травня 1922 року”.
Влітку 1925 р. пройшов стажування в Підкарпатському банку (Підкарпатська Русь, Ужгород). Закінчив економічний відділ економічно-кооперативного ф-ту УГА. Дипломну роботу “Кредит на Радянській Україні” захистив “з успіхом дуже добрим”. Диплом здобув 21 травня 1927 року.
Подальша доля невідома.

## Див також
- Українська революція
- Армія УНР